# Прелесненська сільська рада
Прелесненська сільська рада — колишній орган місцевого самоврядування у ліквідованому Слов'янському районі Донецької області з адміністративним центром у c. Прелесне.

## Населені пункти
Сільській раді підпорядковані населені пункти:
- c. Прелесне
- с. Майдан

## Склад ради
Рада складається з 16 депутатів та голови.